# 헤르베르트 4세 (오무아)
헤르베르트 4세(Herbert IV, 950년 - 995년 1월 28일)는 카롤링거 왕조의 분가인 헤르베르터 왕조 출신 트루아 백작, 뫼욱스 백작(966 ~ 995), 오무아 백작(984 ~ 995)였다. 뫼욱스의 백작으로는 헤르베르트 3세이다. 같은 이름으로 비슷한 시대에 활동한 친삼촌 헤르베르트 3세와의 비교되어, 별칭은 헤르베르트 청년공(Herbert the Younger)으로도 부른다.

## 생애
모우 백작 로베르 1세와 부르군트 공작 기셀베르트(Gilbert, Duke of Burgundy, 956년 사망)의 딸 아델라이드 베라(Adelaide Werra)의 아들이었다. 샤를마뉴의 7대손으로, 샤를마뉴의 아들 이탈리아의 왕 피피노 카를로만의 손자 상리스백작 피핀 2세가 그의 고조부였다. 그의 할아버지는 베르망두아 백작 헤르베르트 2세였다.
그밖에 그와 동시대에 살던 같은 이름의 사촌형으로, 삼촌 베르망두아 백작 아달베르트 1세의 아들로 베르망두아의 백작이자 프랑크 백작으로 당대 권력서열 3위였던 베르망두아의 헤르베르트 3세도 있었다.
966년 그의 아버지 로베르 1세가 죽자 영토는 그에게 돌아오지 않고, 984년까지 그의 삼촌인 오무아 백작 헤르베르트 3세가 소유하게 되었다. 삼촌 오무아 백작 헤르베르트 3세와의 구분하기 위해, 삼촌 헤르베르트 3세는 장로공(the old), 조카 헤르베르트는 청년공(the Younger)라는 별칭을 붙이기도 한다.
980년 또는 988년 그의 삼촌 헤르베르트 3세의 죽음으로 그는 아버지의 원래 영지였던 뫼욱스, 트루아, 비트히를 차지할 수 있었다. 헤르베르트 4세는 서프랑크의 국왕 로테르 3세의 신실한 추종자였고 그의 하로렌 원정을 수행하였다.
로테르를 도와 하 로렌을 공략한 뒤에는 985년 로렌의 샤를의 측근이며 로테르 3세에 저항한 베르덩의 고드프리 1세(Gottfried of Verdun)을 체포해 로테르 3세에게 넘겨주었다. 이 일로 고드프리는 죄수 고드프리(Gottfried the Prisoner)라는 별명을 얻게 된다. 987년 로테르의 후계자인 루이 5세가 죽은 뒤에는 헤르베르트는 블루아백작 오도 1세와 함께 하로렌 공작 샤를을 지지하였다. 987년 위그 카페가 프랑스의 왕위에 오르자, 고드프리에 대한 체포와 양도를 모두 무효로 하고 석방시키게 했다.
959년 이전에 헤리바르드(Hereward/Herevard)라는 여성과 결혼했고, 자녀로는 스테판 또는 에티엔이라는 이름의 아들과 이름 미상의 딸이 있다. 헤르베르트의 시신은 리에주 엥 뮈센 수도원(Abbey of Lagny-en-Mussien)에 묻혔다.

### 사후
그의 아들 에티엔 1세는 후계자를 남기지 못했고, 1020년 에티엔 사후 그의 영지는 블루아가문으로 넘어간다. 블루아가문은 그의 할아버지 베르망두아 백작 헤르베르트 2세의 딸 리트가르트가 노르망디의 윌리엄 1세와 결혼했다가 사별한 뒤 블루아의 테오발트 1세와 재혼하여 얻은 자손들로, 에티엔의 지위를 계승한 오도 2세는 헤르베르트에게 고종질이 된다.

## 가족 관계
부인 헤리바르트의 친정 집안에 대해서는 알려진 것이 없다. 일부에서는 그의 아들의 이름을 에티엔 또는 스테판이라 지은 것을 근거로, 헤리바르트의 친정에 대해 3가지 가설이 있다. 로타링기아 백작 스테판의 후손으로, 그 가계는 900년 무렵 메츠 백작을 지낸 제르하르드(Gérhard, comte de Metz)까지 거슬러 올라간다는 설과, 860년 무렵 부르주의 백작을 지낸 스테판 또는 에티엔의 후손이라는 설, 헤리바르트가 제보단의 백작 스테판(또는 에티엔)의 딸이라는 설이다.
- 할아버지 : 헤르베르트 2세
  - 삼촌 : 헤르베르트 3세, 오모아 백작
- 아버지 : 로베르 1세(920년 - 966년/968년 8월 29일)
- 어머니 : 아델라이드 베라, 부르군트 공작 기셀베르트의 딸
- 부인 : 헤리바르드(Hereward/Herevard)
  - 아들 : 외드(Eudes, 995년 사망)
  - 아들 : 스테판 또는 에티엔
  - 딸 : 이름 미상

## 참고 자료
- Patrick van Kerrebrouck (Hrsg.): Nouvelle histoire généalogique de l'Auguste Maison de France. Band 1: Le préhistoire des Capétiens. 481–987. Teil 1: Christian Settipani: Mérovingiens, Carolingiens et Robertiens. Kerrebrouck, Villeneuve-d'Ascq 1993, ISBN 2-9501509-3-4 (französisch).
- Christian Settipani, La Préhistoire des Capétiens (Nouvelle histoire généalogique de l'auguste maison de France, vol. 1), Villeneuve d'Ascq, éd. Patrick van Kerrebrouck, 1993, 545 p. (ISBN 978-2-95015-093-6)

| 전임 헤르베르트 3세 | 모우 백작 980년/985년 - 995년 | 후임 에티엔 1세 |

| 전임 헤르베르트 3세 | 트루아 백작 980년/985년 - 995년 | 후임 에티엔 1세 |

| 전임 헤르베르트 3세 | 오무아 백작 980년/985년 - 995년 | 후임 에티엔 1세 |